# Otto von Porat
Otto von Porat (n. 29 septembrie 1903, Älmhult, Comitatul Kronoberg, Suedia – d. 14 octombrie 1982, Comuna Bærum, Akershus, Norvegia) a fost un boxer ce a reprezentat Norvegia, medaliat olimpic. A participat la o ediție a Jocurilor Olimpice (1924) în care a câștigat o medalie de aur.

## Participări
Lista de mai jos prezintă principalele competiții la care a participat Otto von Porat de-a lungul carierei.
- boxing at the 1924 Summer Olympics – heavyweight[*]